# Isacco di Seleucia-Ctesifonte
Isacco (in siriaco Mār Isḥāq; ... – circa 410 o 411) è stato un arcivescovo siro, metropolita di Seleucia-Ctesifonte e catholicos della Chiesa d'Oriente.

## Biografia
Secondo il Chronicon ecclesiasticum di Barebreo, Isacco era originario di Kaskar nella regione di Beth Aramaye, discendente da una nobile famiglia imparentata con il vescovo Toumarsa di Seleucia-Ctesifonte (ca. 363 – ca. 368). Cinque anni dopo la consacrazione episcopale di Qayyuma, successore di Toumarsa, fu conclusa la pace tra i Bizantini e i Persiani, ed in questa occasione Maruta di Martiropoli (Mayperqiṭ) fu inviato in Persia come ambasciatore per porre fine alle persecuzioni contro i cristiani. Alla sua presenza il vescovo Qayyuma dette le dimissioni e fu eletto al suo posto Isacco quale nuovo vescovo di Seleucia-Ctesifonte.
Altre informazioni sulla vita di Isacco sono contenute negli atti del concilio della Chiesa d'Oriente celebrato nel 424. Secondo questi atti, Isacco avrebbe restaurato l'autorità del metropolita di Seleucia-Ctesifonte dopo 22 anni di sede vacante grazie al credito di cui godeva presso il re Yazdgard I. L'invidia di altri vescovi persiani e le calunnie di cui fu oggetto, furono la causa della sua prigionia. In questo contesto si inserisce l'appello ai "padri occidentali" (ossia bizantini) e l'arrivo in Persia di Maruta, che negoziò la liberazione di Isacco e la riforma della Chiesa persiana con la convocazione di una grande assemblea conciliare a Seleucia-Ctesifonte nel 410.
Il concilio di Seleucia-Ctesifonte del 410 fu l'evento più importante del pontificato di Mar Isacco. Fu celebrato nella capitale persiana nei mesi di gennaio o febbraio di quell'anno. L'assemblea riconobbe a Isacco e ai suoi successori il titolo di "catholicos e gran metropolita"; inoltre il concilio organizzò per la prima volta la Chiesa dell'impero persiano in province ecclesiastiche.
Mar Isacco morì alla fine dello stesso anno 410 o agli inizi del 411, nel dodicesimo anno di regno di Yazdgard I.